# Spy Game
Spy Game (v anglickém originále Spy Game) je americký akční film z roku 2001. Režisérem filmu je Tony Scott. Hlavní role ve filmu ztvárnili Robert Redford, Brad Pitt, Catherine McCormack, Stephen Dillane a Larry Bryggman.

## Obsazení
| Robert Redford         | Nathan D. Muir   |
| Brad Pitt              | Tom Bishop       |
| Catherine McCormack    | Elizabeth Hadley |
| Stephen Dillane        | Charles Harker   |
| Larry Bryggman         | Troy Folger      |
| Marianne Jean-Baptiste | Gladys Jennip    |
| Ken Leung              | Li               |
| David Hemmings         | Harry Duncan     |
| Charlotte Rampling     | Anna Cathcart    |